# BOMBER (山下達郎の曲)
「BOMBER」（ボンバー）は、1979年1月25日に発売された山下達郎通算3作目（ソロとしては1作目）のシングル『LET'S DANCE BABY』のカップリング曲。

## 解説
「BOMBER」はアルバム『GO AHEAD!』から、A面の「LET'S DANCE BABY」とともにリカット・シングルとしてリリースされた。後にベスト・アルバム『GREATEST HITS! OF TATSURO YAMASHITA』とオールタイム・ベスト『OPUS 〜ALL TIME BEST 1975-2012〜』それぞれに収録されたほか、1980年リリースのコンピレーション・アルバム『COME ALONG』にも収録された。
山下自身、後に「私の音楽生活のターニング・ポイントとなった」というこの曲は、1977年リリースの前作『SPACY』のレコーディングに参加していた上原裕と田中章弘の2人に、難波弘之と椎名和夫を加えたメンバーでの最初のセッション。この後、このメンバーでツアーへ出かけ、次作『MOONGLOW』は全面的にこのメンバーでレコーディングが行われた。山下によれば「当時、僕は完全にアイズレー・ブラザーズのフリークだったから、ああいうハード・ファンクをやってみようと思って『ボンバー』を作ったら、大阪のディスコで大ヒット。アメリカン・ポップスの男が一転して、16ビートの実践者になってしまった。しかし、本人にとってはこの曲で踊れるということが不思議でならなかった」という。シングルの発売前、試験的にAB面を逆にしたプロモ盤を大阪のディスコを中心に配布したところ評判となり、大阪では「BOMBER」のタイトルで臨時のジャケットが作られて販売された。

## レコーディング
- 山下達郎  –  Electric Guitar & Background Vocal
- 上原“YUKARI”裕  –  Drums
- 田中章弘  –  Bass
- 椎名和夫  –  Electric Guitar Solo
- 難波弘之  –  Keyboards
- 吉田美奈子  –  Background Vocals

- 吉田保  –  Recording & Mixing Engineer

## 収録アルバム
| # | タイトル                            | リリース日     | レーベル                  | 規格        | 品番                                                  | 備考 |
| - | ----------------------------------- | -------------- | ------------------------- | ----------- | ----------------------------------------------------- | --- |
| 1 | GO AHEAD!                           | 1978年12月20日 | RCA ⁄ RVC                 | LP          | RVL-8037                                              | 冒頭に削岩機のSE入り。                                                                                  |
| 1 | GO AHEAD!                           | 1978年12月20日 | RCA ⁄ RVC                 | CT          | RCJ-1602                                              | カセット同時発売。アナログLPと同内容。                                                                  |
| 2 | COME ALONG                          | 1980年3月21日  | AIR / RVC                 | CT          | ART-8003                                              | コンピレーション・アルバム。カセットのみ発売。                                                          |
| 3 | GREATEST HITS! OF TATSURO YAMASHITA | 1982年7月21日  | AIR ⁄ RVC                 | LP          | RAL-8803                                              | RCA / AIRレーベルでの唯一の公認ベスト・アルバム。削岩機のSEをカットしたエディット・ヴァージョンを収録。 |
| 3 | GREATEST HITS! OF TATSURO YAMASHITA | 1982年7月21日  | AIR ⁄ RVC                 | CT          | RAT-8803                                              | カセット同時発売。アナログLPと同内容。                                                                  |
| 4 | OPUS 〜ALL TIME BEST 1975-2012〜    | 2012年9月26日  | MOON / WARNER MUSIC JAPAN | - 4CD - 3CD | - WPCL-11201/4【初回限定盤】 - WPCL-11205/7【通常盤】 | オールタイム・ベスト。削岩機のSEをカットしたエディット・ヴァージョンを収録。                            |